# Igreja de São Nicolau (Berlim)
A St. Nikolaikirche (Igreja de São Nicolau) é a mais antiga igreja em Berlim, capital da Alemanha. A igreja está localizada na parte oriental do centro de Berlim, no distrito de Mitte. A área ao redor da igreja, delimitada pela Spandauer Straße, Rathausstraße, o Rio Spree e Mühlendamm, é conhecida como Nikolaiviertel ("quarteirão Nicolau"), e é uma área de prédios medievais restaurados (alguns casos são recentes imitações). A igreja foi construída entre os anos de 1220 e 1230. Portanto, juntamente com a Igreja de Santa Maria de Berlim, próxima a Alexanderplatz, é considerada a igreja mais antiga de Berlim.

## História

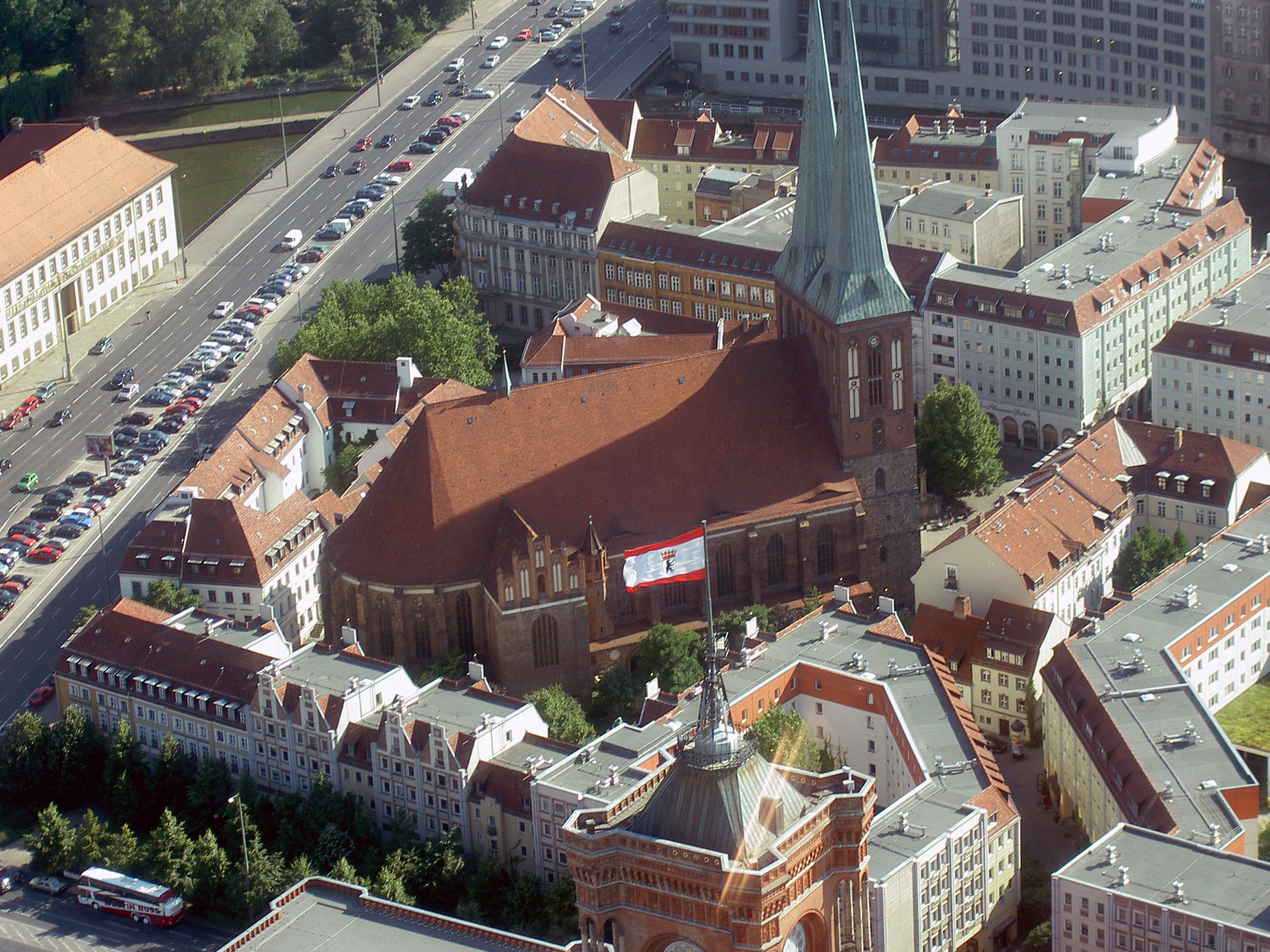
Igreja de São Nicolau vista desde a Berliner Fernsehturm, em 2003.

Originalmente, era uma igreja católica romana, porém, tornou-se uma igreja luterana após a Reforma Protestante no Principado de Brandembrugo, em 1539. No século XVII, o proeminente escritor de canções sagradas Paul Gerhardt ministrou a igreja, e o compositor Johann Crüger foi o diretor musical. O famoso líder teólogo luterano Philip Jacob Spener foi o pastor de 1691 a 1705. De 1913 a 1923, o pastor da Igreja de São Nicolau foi Wilhelm Wessel, cujo filho Horst Wessel tornou-se posteriormente em um famoso nazista: a família viveu nas proximidades da Jüdenstraße.
No Dia da Reforma Protestante (31 de outubro) de 1938, o prédio da igreja serviu a sua última congregação. Assim, o prédio, a mais antiga estrutura de Berlim, foi entregue ao governo para ser usado como uma sala de concertos e museu eclesiástico. O número de paroquianos havia encolhido devido à intensificação do comércio no centro da cidade, no qual, instalações residenciais foram substituídas por lojas e escritórios. A congregação foi incorporada mais tarde com a da Igreja de Nossa Senhora.
Durante a Segunda Guerra Mundial, a Igreja de São Nicolau teve o telhado e o topo de suas torres destruidas por um incêndio, ocasionado pelos bombardeios dos Aliados. Em 1949, todas as abóbodas e os pilares setentrionais colapsaram. As ruinas estavam em Berlim Oriental, e apenas em 1981 as autoridades da Alemanha Oriental autorizaram a reconstrução da igreja, usando antigos desenhos e modelos. Atualmente, grande parte do que é visto da igreja é resultado de reconstruções. A igreja é administrada pelo Stiftung Stadtmuseum Berlin (Landesmuseum für Kultur und Geschichte Berlins). É conhecida pela sua acústica e a igreja reconstruída foi equipada com um conjunto de 41 sinos.